# Niskayuna
Niskayuna est une ville du comté de Schenectady dans l'État de New York, États-Unis.
Au recensement de 2000, la ville était peuplée de 20 295 habitants.
La ville est située au sud-est du comté, au nord et à l'est de la ville de Schenectady.
Selon le United States Census Bureau, la ville a une superficie totale dem00000
km² (15,1 mi²), dont 36,5 km² (14,1 mi²) de terrain et 2,4 km² (0,9 mi²) ou 6,25 % de l'eau.
Le Knolls Atomic Power Laboratory (en) est situé sur son territoire.

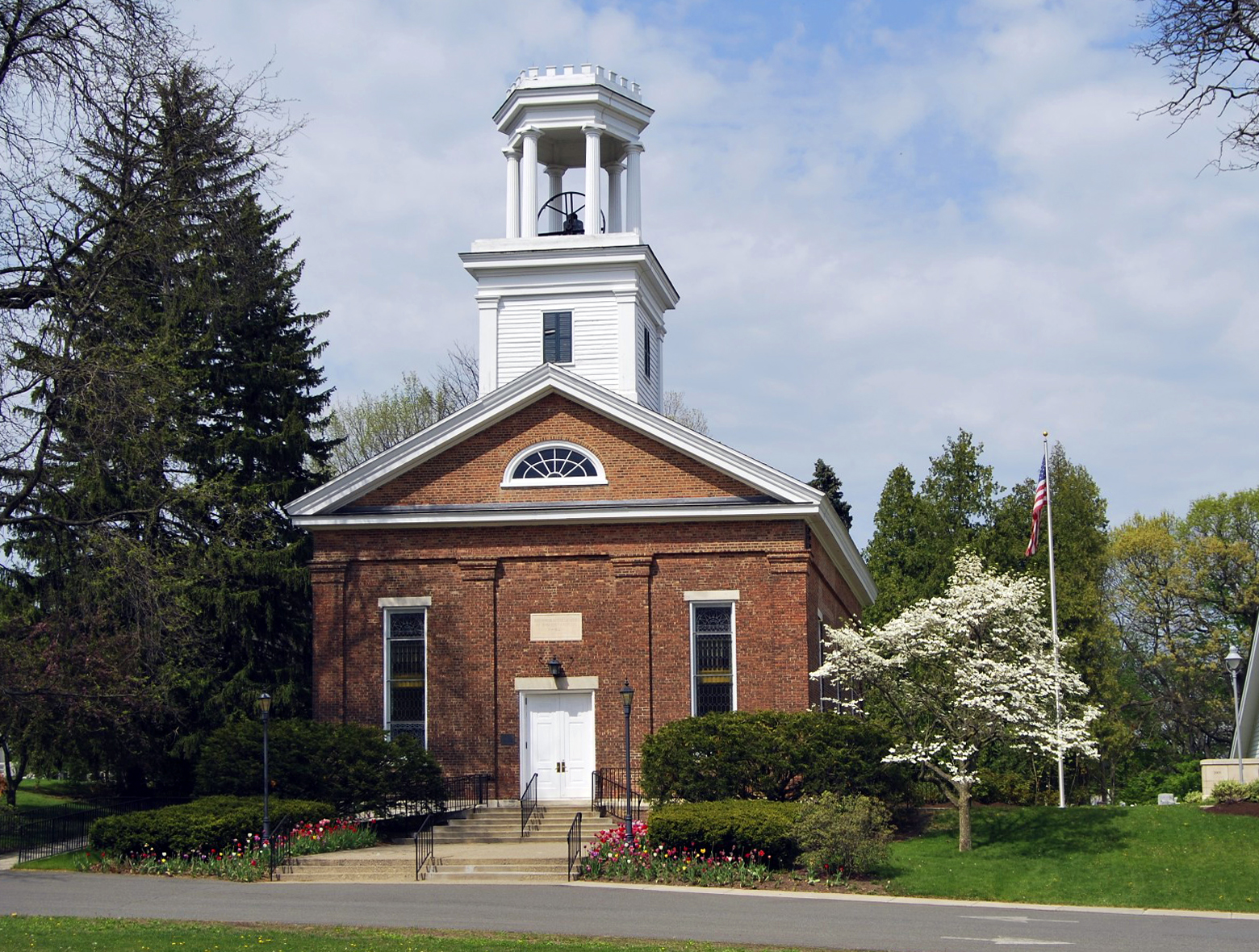
Église réformée

## Personnalités
- Jeff Blatnick (1957-2012), champion olympique de lutte gréco-romaine en 1984.